# کامبرلند (کنتاکی)
کامبرلند (به انگلیسی: Cumberland) شهری در ایالت کنتاکی کشور ایالات متحده آمریکا است که جمعیت آن در سرشماری سال ۲۰۱۰ میلادی، ۲٬۲۳۷ نفر بوده‌است.